# Хайда-Гуай
Хайда-Гуай (англ. Haida Gwaii, от хайда X̱aayda gwaay — досл. «острова людей, острова народа хайда»), до 2010 года — острова Короле́вы Шарло́тты (англ. Queen Charlotte Islands) — архипелаг у северо-западного побережья канадской провинции Британская Колумбия, состоящий из двух главных островов Грейам на севере и Морсби на юге, островов Луиз, Лайелл, Кангит, а также примерно 150 небольших островов.

## География
Общая площадь архипелага — 10 180 км². Архипелаг отделяется от материка проливом Хекате. Остров Ванкувер находится южнее архипелага, отделен заливом Королевы Шарлотты, американский штат Аляска находится на севере, отделен проливом Диксон-Энтранс. Климат на архипелаге умеренный, влажный. Западная часть побережья архипелага гористая, на северо-востоке острова Грейам находится обширная низменность, вглубь которой вклинивается внутренняя бухта Массет. Также на северо-востоке острова расположен провинциальный парк Найкун (англ. Naikoon Provincial Park). На юго-западе острова Морсби расположена Национальная парковая резервация Гуаи-Хаанас.

## История
В 1774 году архипелаг был открыт и нанесен на карту испанской экспедицией Хуана Переса. Своё предыдущее название получил от Джорджа Ванкувера, который назвал его в честь одного из своих кораблей — «Королевы Шарлотты», в свою очередь, названного в честь королевы Великобритании Шарлотты, жены короля Георга III.
В 2010 году архипелаг был переименован в Хайда-Гуай — по многолетним просьбам индейцев племени хайда, населяющих эти острова.

## Население
Население — 4761 чел.

## Галерея

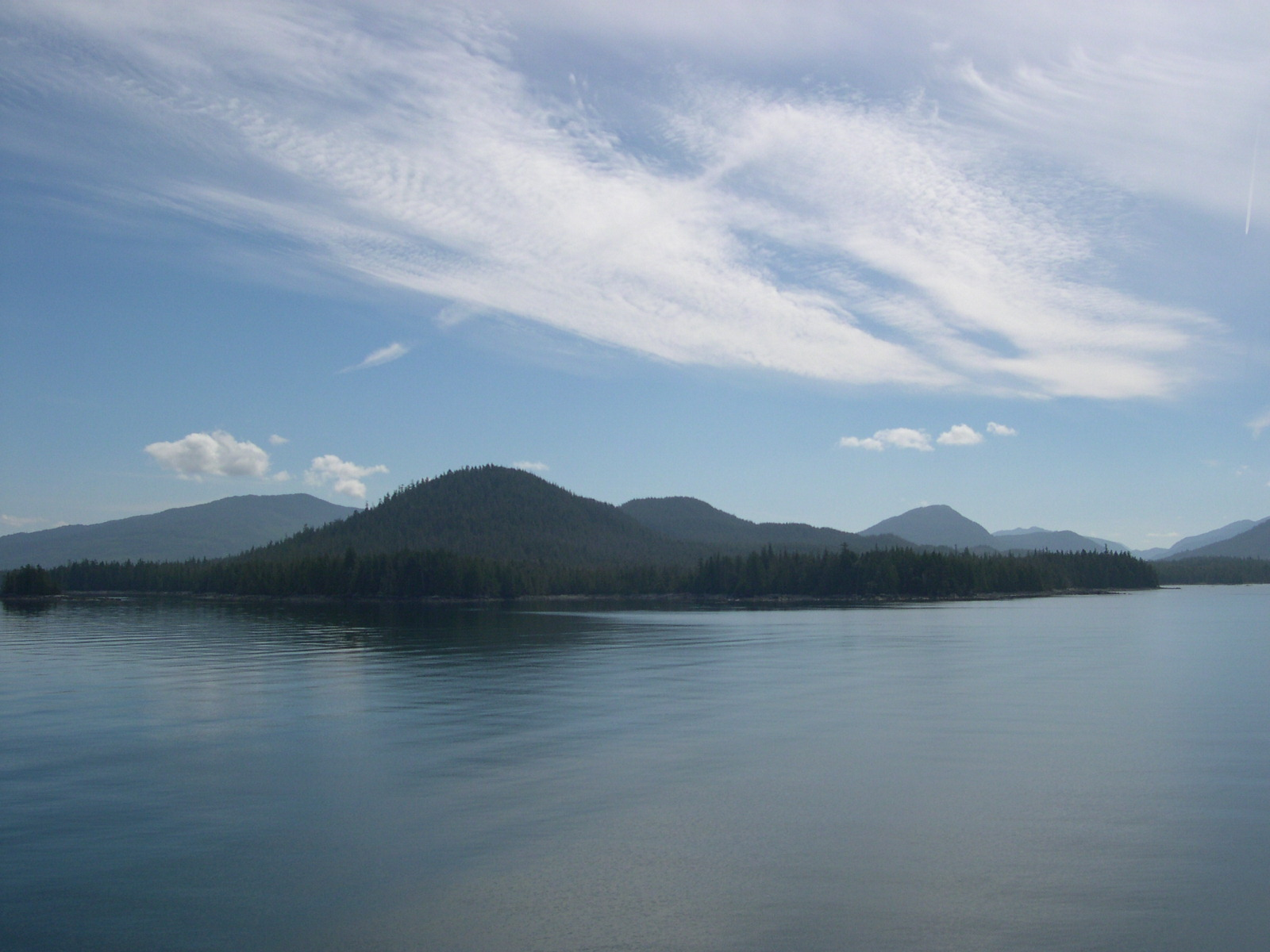
Вид на острова с пролива Хекате
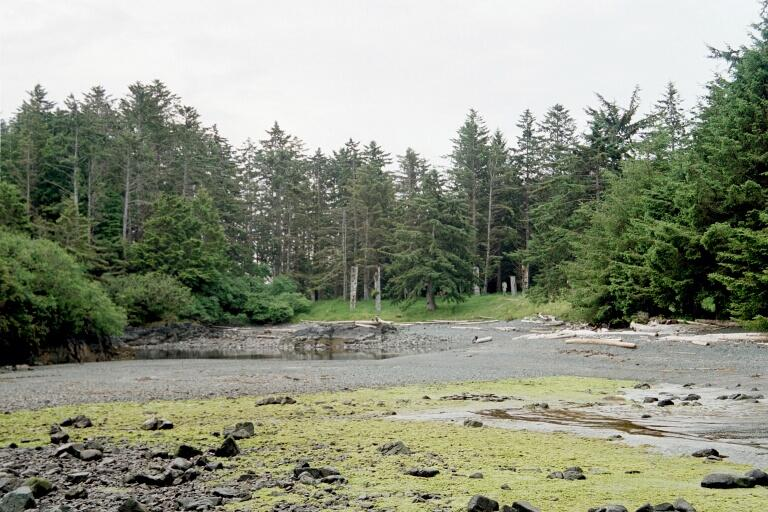
Место, где ранее была деревня хайда